# Lokostrelec
Lokostrélec (ž. lokostrélka) je oseba, ki se ukvarja z lokostrelstvom.
Danes se sam izraz navezuje na športne strelce z lokom, toda do uvedbe ognjenega strelnega orožja so lokostrelci predstavljali pomemben del vseh vojsk vse do novega veka. Lok je namreč omogočil bojevanje na daljavo in tako zmanjšal žrtve na lastni strani in povečal sovražnikove žrtve.